# ادل آستر
ادل آستر (انگلیسی: Adele Astaire; ۱۰ سپتامبر ۱۸۹۶ – ۲۵ ژانویهٔ ۱۹۸۱) رقاص و هنرمند اهل ایالات متحده آمریکا بود. وی بین سال‌های ۱۹۰۵ تا ۱۹۳۲ میلادی فعالیت می‌کرد.